# Motociclismo

Motociclismo est une revue mensuelle italienne fondée en 1914. C'est l'un des magazines italiens les plus populaires consacré à la moto.

## Historique
Le premier numéro de la revue est publié le 26 avril 1914, à un prix de trente centimes, pour un petit magazine de vingt-quatre pages.